# Blepharita
Blepharita is een geslacht van vlinders van de familie Uilen (Noctuidae), uit de onderfamilie Cuculliinae.

## Soorten
- B. adusta Esper, 1788
- B. albirena Boursin, 1944
- B. albostigmata Bethune-Baker, 1891
- B. amica (Treitschke, 1825)
- B. anilis Boisduval, 1840
- B. aphanes Boursin, 1960
- B. aulombardi Plante, 1994
- B. bathensis Lützau, 1901
- B. compitalis Draudt, 1909
- B. concinna Leech, 1900
- B. deluccai Berio, 1976
- B. draudti Boursin, 1952
- B. ducta Grote, 1878
- B. dufayi Boursin, 1960
- B. euplexina Draudt, 1950
- B. ferida Smith, 1908
- B. fratellum Pinker, 1965
- B. glenura Swinhoe, 1895
- B. hoenei Sugi, 1959
- B. lama Staudinger, 1899
- B. leucocyma Hampson, 1907
- B. leuconota Herrich-Schäffer, 1845
- B. longilinea Draudt, 1950
- B. magnirena Boursin, 1943

- B. melanodonta Hampson, 1906
- B. miniota Smith, 1908
- B. pallescens McDunnough, 1946
- B. petrolignea Draudt, 1950
- B. praetermissa Draudt, 1950
- B. remota Püngeler, 1899
- B. rjabovi Boursin, 1944
- B. schumacheri Rebel, 1917
- B. solieri Boisduval, 1929
- B. sommeri Lefèbvre, 1836
- B. spinosa Chrétien, 1911
- B. tenera Smith, 1900
- B. timida Staudinger, 1888
- B. usupatrix Rebel, 1914
- B. vartianorum Varga, 1979
- B. versuta Smith, 1896